# Hymenopenaeus aphoticus
Hymenopenaeus aphoticus is een tienpotigensoort uit de familie van de Solenoceridae. De wetenschappelijke naam van de soort is voor het eerst geldig gepubliceerd in 1936 door Burkenroad.